# Pedopenna daohugouensis
La pedopenna (Pedopenna daohugouensis) è un dinosauro carnivoro appartenente ai celurosauri. Visse verso la fine del Giurassico medio (Calloviano, circa 168 milioni di anni fs) e i suoi resti fossili sono stati ritrovati in Cina. È uno dei più antichi dinosauri piumati finora rinvenuti.

## Descrizione
Questo dinosauro è conosciuto solo per resti fossili di una zampa posteriore dotata di artigli e strutture simili a penne (da qui il nome Pedopenna). È probabile che l'animale intero fosse lungo circa un metro, ma non è chiaro quale fosse il suo aspetto. Le zampe di pedopenna assomigliavano a quelle di altri dinosauri teropodi, come i troodontidi e i dromeosauridi (che insieme formano il gruppo dei deinonicosauri), ma erano più primitive. In particolare, il secondo dito non era specializzato come quello dei deinonicosauri: Pedopenna possedeva sì un artiglio ingrandito, ma non era ancora sviluppato nella struttura falciforme resa nota in tutto il mondo dai Velociraptor di Jurassic Park. 

### Penne
Le affinità aviane di Pedopenna sono un'ulteriore prova delle parentele evolutive tra dinosauri e uccelli. Oltre ad avere una struttura scheletrica della zampa posteriore molto simile a quella di un uccello, il fossile di Pedopenna è notevole per la presenza di lunghe piume simili a penne sul metatarso (piede). Anche alcuni deinonicosauri possedevano queste "ali posteriori" (ad es. Microraptor), ma quelle di Pedopenna se ne differenziavano: erano più piccole e di forma più arrotondata. Le più lunghe erano leggermente più corte de metatarso (55 millimetri) ed erano simmetriche, molto diverse dalle penne asimmetriche di alcuni deinonicosauri e degli uccelli. Poiché le penne asimmetriche sono tipiche degli animali adatti al volo, è probabile che Pedopenna rappresentasse un primo passo nello sviluppo di queste strutture. È chiaro che ognuna di queste penne possedeva un rachide e delle barbe, e nonostante il numero di penne sulla zampa sia incerto, è sicuro che fossero più numerose che nelle ali posteriori di Microraptor. 
Il fossile di Pedopenna mostra inoltre che vi erano penne più corte sottostanti a quelle lunghe: un'evidenza per la presenza di un rivestimento, come negli uccelli odierni. È probabile che queste penne non avessero una funzione aerodinamica, ma fossero più che altro ornamentali o addirittura vestigiali. È possibile che "ali posteriori" fossero presenti negli antenati dei deinonicosauri e degli uccelli, e che poi scomparirono nella linea evolutiva che ha condotto agli uccelli. Pedopenna rappresenterebbe quindi uno stadio intermedio, dove le penne posteriori avevano già perduto la loro funzione di volo, mantenendo solo quelle di display o di isolamento termico. 
Xu e Zhang, nel loro studio del 2005, avanzarono l'ipotesi che gli uccelli possano essersi originati in Asia, a causa della primitività di Pedopenna e dell'antichità della formazione in cui è stato rinvenuto.

## Habitat
I resti di Pedopenna sono stati ritrovati nella formazione Daohugou (che dà origine all'epiteto specifico), nella quale sono stati ritrovati altri dinosauri piumati (Scansoriopteryx, Epidexipteryx). Il paesaggio di era dominato da correnti montane, con laghi profondi circondati da foreste di gimnosperme. Tra i vari animali che popolavano questo luogo, si ricordano i mammiferi primitivi Volaticotherium e Castorocauda, pterosauri (Wukongopterus, Jeholopterus) e numerosi anfibi urodeli.